# Aleksandra Ekster
Aleksandra Aleksandrowna Grigorowicz, 1 v. Ekster, 2 v. Niekrasowa (ros. Александра Александровна Григорович Экстер Некрасова, ur. 6 stycznia 1882 w Białymstoku, zm. 17 marca 1949 w Fontenay-aux-Roses koło Paryża) – rosyjska artystka, pedagog, przedstawicielka rosyjskiej awangardy (kubofuturyzm, suprematyzm) działająca na terenie Kijowa, Petersburga, Moskwy, Wiednia i Paryża. Związana z Bubnowym Waletem i Wchutiemasem. Zajmowała się malarstwem oraz sztuką użytkową, pracowała w teatrach i na planach filmowych jako scenarzystka. Zaprojektowała m.in. mundur wyjściowy dla Armii Czerwonej. Miała wpływ na rozwój międzynarodowej sztuki awangardowej.

## Dzieciństwo i młodość
Urodziła się w Białymstoku w 1882 roku w guberni grodzieńskiej Imperium Rosyjskiego jako córka rosyjskiego urzędnika państwowego Aleksandra Awramowicza Grigorowicza, który był asesorem kolegialnym w Białymstoku. Ojciec wywodził się ze zasymilowanej rodziny żydowskiej, natomiast matka miała greckie pochodzenie. Asia – jak nazywali Aleksandrę przyjaciele – większość dzieciństwa spędziła w Kijowie. Uczyła się tam w Gimnazjum św. Olgi (1892–1899).

## Okres kijowski
Aleksandra Ekster studiowała początkowo malarstwo w Kijowskiej Szkole Sztuk Pięknych (1901–1903), gdzie razem z nią uczyli się m.in. Ołeksandr Bohomazow i Alexander Archipenko, a nauczycielem był malarz Mykoła Pymonenko. W latach 1906–1908 kontynuowała studia w tej samej uczelni na prawach wolnego słuchacza. W 1903 roku artystka wyszła za mąż za kijowskiego prawnika Nikołaja Jewgieniewicza Ekstera. Jej mąż obracał się wśród kulturalnej i intelektualnej elity Kijowa, dzięki czemu młoda malarka poznała tamtejsze środowisko artystyczne. Wpływ ukraińskiego środowiska artystycznego na jej twórczość był widoczny również w następnych latach, podczas pobytu w Petersburgu, Moskwie, Austrii i Francji.
Wczesne prace Ekster utrzymane są w nurcie impresjonistycznym. Mimo pochwał i popularności, młoda malarka nie zaprzestawała poszukiwań nowych dróg w sztuce.

## Podróże

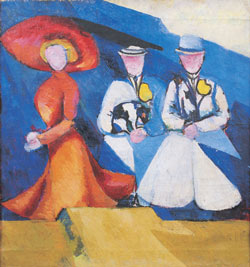
Trzy postacie kobiet (1909-1910). Obraz namalowany podczas zagranicznych podróży

W trakcie licznych podróży i pobytów w różnych miastach Rosji oraz zagranicą nawiązała znajomości z szeregiem wybitnych artystów europejskich i rosyjskich, głównie kubistami i futurystami.
Pierwszą podróż zagraniczną odbyła kilka lat po ślubie do Paryża. W 1907 roku rozpoczęła studia w Académie de la Grande Chaumière, jednak szybko z nich zrezygnowała. W czasie pobytu w Paryżu poznała m.in. Guillaume'a Apollinaire'a, dzięki któremu zawarła znajomości w gronie najbardziej znanych pionierów sztuki europejskiej (Pablo Picasso, Georges Braque, Fernand Léger). W środowisku kubistów wreszcie znalazła to, czego na marne szukała w Akademii.
Duże znaczenie dla artystycznego rozwoju malarki miała podróż do Włoch (1912), która zaowocowała futurystycznymi motywami w kolejnych pracach. Ekster poznała tam jednego z współautorów Manifestu futuryzmu – Umberto Boccioniego oraz Ardengo Sofficiego, którzy zwrócili jej uwagę na dynamikę miasta, architektury, na życiową energię płynącą z ruchu i pędu.

## Okres moskiewski i petersburski

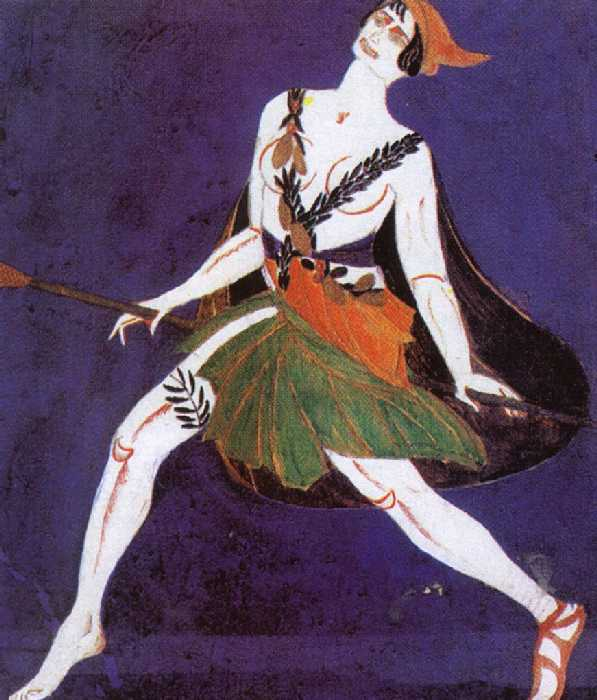
Projekt kostiumu do sztuki Aleksandra Anneńskiego „Famira Kifared”, opracowany dla Moskiewskiego Teatru Kameralnego (1916)

Po powrocie do Kijowa w 1912 roku artystka zaczęła czerpać natchnienie z fascynacji przestrzenią miejską, w wyniku czego powstały kubofuturystyczne obrazy takie jak „Kijów, ulica funikuleriwska”. Otworzyła pracownię na poddaszu domu przy ulicy Fundukliewskiej (obecnie ul. Chmielnickiego). Zdecydowane i gwałtowne przejście od impresjonizmu do awangardy powodowało duży sceptycyzm i wątpliwości konserwatywnych artystów kijowskich.
W związku z chłodnym przyjęciem w Kijowie, jeszcze w 1912 roku artystka zdecydowała się przeprowadzić do Moskwy i związała z tamtejszym liberalnym Bubnowym Waletem, uczestnicząc m.in. w jego wystawach. Rozpoczął się nowy etap w twórczości malarki, która na stałe związała się z malarstwem kubofuturystycznym. Jej prace charakteryzują się eksperymentami formalnymi oraz intensywnymi, żywymi barwami. Jednak wielobarwność jej prac, inspirowanych ludową tradycją i neoprymitywizmem, nie od razu została przyjęta z entuzjazmem.
Jeszcze w 1912 roku wstąpiła do rosyjskiej grupy artystycznej "Sojusz Młodych" w Petersburgu. W Kijowie, Moskwie i Petersburgu nawiązała kontakty z Ilją Erenburgiem, Michaiłem Łarionowem, Dawidem Burlukiem, Wadymem Mellerem, Aristarchem Lentułowem, Siergiejem Lutkiewiczem i wieloma innymi twórcami awangardy. Obok Natali Gonczarowej, Ljubow Popowej i Olgi Rozanowej stała się najważniejszą kobiecą przedstawicielką rosyjskiej awangardy. W tym czasie Ekster publikowała teksty teoretyczne dotyczące sztuki oraz prowadziła różne kursy m.in. rękodzieła (haftowanie, malowanie), czy zajęcia dla dzieci, podczas których do muzyki tworzyły ilustracje ludowych bajek. Regularnie brała udział w wystawach organizowanych przez „Mir iskusstwa”.
W 1915 roku związała się z grupą Supremus Kazimierza Malewicza zapoznając się z zasadami suprematyzmu i konstruktywizmu. W 1917 roku poparła rewolucję październikową. W 1918 roku wyszła ponownie za mąż za Nikołaja Niekrasowa i powróciła na trzy lata do Kijowa pracując dla studia baletowego Bronisławy Niżyńskiej. W 1921 roku wyjechała ponownie do Moskwy, rozpoczęła współpracę z Wchutiemasem, gdzie prowadziła wykłady i objęła urząd dyrektora jednego z wydziałów. W 1923 roku razem z Wierą Muchiną opracowała projekt pawilonu gazety "Izwiestja" na pierwszej Wszechrosyjskiej Rolniczej Wystawie w Moskwie.
W Moskwie w 1916 roku rozpoczęła działalność w teatrze, która zaowocowała diametralnymi zmianami w podejściu do scenografii. Była to swoista rewolucja w kształtowaniu przestrzeni teatralnej, rozmieszczaniu światła, projektowaniu kostiumów, rekwizytów. Jej oryginalne charakteryzacje cechował dynamizm i barwność, a najsłynniejszymi stały się, zachwycające dzięki grze kolorowych świateł, konstruktywistyczno- kubistyczne projekty scenograficzne, znoszące podział między sceną a widownią. W latach 1916–1921 projektowała scenografie dla Moskiewskiego Teatru Kameralnego oraz do sowieckiego filmu „Aelita” (1924) reżyserii Jakowa Protazanowa. Współpracowała z moskiewskim salonem mody, gdzie projektowała m.in. mundury galowe Armii Czerwonej (1922–1923).
O wielkości talentu świadczyć może udział malarki w wielu światowych wystawach (Moskwa, Odessa, Petersburg, Paryż), gdzie jej prace wystawiane były wraz z najznamienitszymi malarzami europejskimi.

## Okres paryski
W latach 1924–1925 pracowała nad organizacją radzieckiego pawilonu na XIV Międzynarodowej Wystawie w Wenecji. W międzyczasie odbyła ponowne podróże do Francji, gdzie w końcu osiadła na stałe i spędziła resztę swojego życia, pracując jako wykładowca w paryskiej Akademii Sztuki Współczesnej. W tym czasie zajmowała się także wieloma artystycznymi przedsięwzięciami, a wśród najbardziej znaczących prac z tego okresu wymienić należy rozpoczęty na początku lat 30. projekt Les Livres Manuscrits – ręcznie pisanych i ilustrowanych książek w jednym, rzadziej kilku egzemplarzach.
W 1925 roku uczestniczyła w Międzynarodowej Wystawie Sztuki Dekoracyjnej i Wzornictwa w Paryżu. Artystka wciąż brała aktywny udział w wernisażach organizowanych na całym świecie: Berlin (1927), Londyn (1928), Paryż (1929), Nowy Jork (1930), Praga (1937) i utrzymywała ścisłe związki z ZSSR. Podczas II wojny światowej kontakt ze Związkiem Radzieckim został zerwany. Aleksandra Ekster zmarła bezpotomnie w Paryżu w 1949 roku.

## Literatura
- Andréi Nakov, Alexandra Exter: [Catalogue]. Paris: Galerie Jean Chauvelin, 1972.
- Giorgij Kowalenko, Aleksandra Ekster: Puti chudożnika. Chudożnik i wriemja: [Аlbum]. Moskwa: Galart 1993. ISBN 5-269-00056-3
- Alexandra Exter, monograph [1882-1949]. Dmytro Horbachov, John E. Bowlt, Jean Chauvelin, Nadia Filatoff, Milo, Max, Chevilly-Larue, France 2003. ISBN 2-914388-27-6
- Giorgij Kowalenko. Alexandra Exter. Monografija, T. 1-2, Moskwa 2010. ISBN 978-5-91611-018-0
- Marta Panas-Goworska, Andrzej Goworski, Aleksandra Ekster. Amazonka awangardy, Vogue, 2018.03.17.